# Parafia greckokatolicka Zaśnięcia Najświętszej Bogurodzicy w Rzeszowie
Parafia Greckokatolicka Zaśnięcia Najświętszej Marii Panny w Rzeszowie – parafia greckokatolicka w Rzeszowie, w dekanacie rzeszowsko-sanockim archidiecezji warszawskiej obrządku greckokatolickiego. Parafia erygowana w 2001 roku. Cerkiew mieści się przy ulicy Targowej 4.